# ハイパーポジティブよごれモン
『ハイパーポジティブよごれモン』は、クリープハイプの楽曲「ポリコ」から生まれたアニメーション企画。アニメは2021年4月18日より、キャラダチミュージアム〜MoCA〜内とクリープハイプオフィシャルYouTubeチャンネルにて放送されている。漫画が『最強ジャンプ』（集英社）にて、2021年11月号より2022年1月号まで連載された。作画はキャラクターデザインとロゴデザインを務めた西村明泰が担当。

## 登場キャラクター
※以下、ハイパーポジティブよごれモン公式Twitterより引用。
汚太郎（おたろう）
泥助（どろすけ）
水垢次郎（みずあかじろう）
カビ子（カビこ）
きた兄（きたにい）
うん五郎（うんごろう）
ホコリーヌ
オイ・リー
カビ男
汚白郁美（おしろいくみ）
ガス吉（ガスきち）
シミー先生（シミーせんせい）
錆崎くん（さびざきくん）

## アニメ
フジテレビで放送の、キャラダチミュージアム〜MoCA〜内で放送。
また、クリープハイプオフィシャルYouTubeチャンネルにて同内容がアーカイブとして残っている。
スタッフ
- キャラクターデザイン・ロゴデザイン：西村明泰（PLEX）[4]、大矢陽久（PLEX）[4]
- 主題歌：クリープハイプ「ポリコ」[4] 作詞・作曲：尾崎世界観
- 声優：ラバーガール[4]、尾崎世界観[4]
- ナレーション：本多力[4]
- 企画・脚本：辻中輝（電通九州）[4]、吉田洋晃（電通九州）[4]
- 監督：世木根祐山[4]
- アニメーション制作：坂井優太（HAPPYMAN）[4]
- 企画・プロデューサー：佐藤詳悟（FIREBUG）[4]
- プロデューサー：茂木喜人（バンダイ）[4]、下川猛（フジテレビ）[4]
- アシスタントプロデューサー：加藤浩[4]
- 製作：株式会社FIREBUG[4]、株式会社バンダイ[4]、株式会社フジテレビジョン[4]

　©ハイパーポジティブよごれモン ©PLEX

## 豆知識
ハイパーポジティブよごれモンの漫画の著者及びキャラクターデザインを担当している西村明泰氏は、1999年11月13日にバンダイから発売された人形型ぬいぐるみプリモプエルのキャラクターデザイナーである。